# Boczki (powiat zgierski)
Boczki – wieś w Polsce położona w województwie łódzkim, w powiecie zgierskim, w gminie Ozorków.
W Królestwie Polskim istniała gmina Boczki.
W latach 1975–1998 miejscowość należała administracyjnie do ówczesnego województwa łódzkiego.